# Zornia filifolia
Zornia filifolia là một loài thực vật có hoa trong họ Đậu. Loài này được Domin miêu tả khoa học đầu tiên năm 1923.